# The Chancers
The Chancers byla česká kapela s mezinárodním obsazením fungující od roku 1998 do roku 2018. Hrála především hudbu ve stylu ska, reggae a punk.

## Členové skupiny
- Marco McKee - kytara/zpěv/harmonika
- Ondřej Horák - kytara
- Honza Vedral - tenor saxofon
- Daniela Marušáková - alt sax
- Martin Čech - basa
- Honza Kabát - klávesy
- Venca Kabát - bicí

## Bývalí členové skupiny
- Simon Ruffskank - zpěv
- Stephen Elder - zpěv
- Honzik Novák - Trombon
- Milan Srba - alt sax
- Pavel Homer - klávesy
- Denis Sova - bicí
- Vagi - bicí
- David Čechura - bicí
- Oliver Musenberg - kytara
- Bohouš Křivohlavý - alt sax, klávesy

## Diskografie
- Tuffer Than Tomorrow EP (1999, Slavska)
- Rudeboy Polka CD (2001, Slavska)
- Teach The Rich mini CD (2002, Slavska)
- Friendly Fire CD (2003, U:Bahn)
- Away From The Flock EP (2005, Silver Fox)
- A Calling Out LP (2007, Indies Records)
- Age Of Rudeness LP (2011, Championship Music)
- Trigger Warning LP (2016, Championship Music)
- Rudeboy Polka LP (2025, Knockout Booking & Records)

## Kompilace
- International Reggaemartxaska (2002, Skunk Diskak)
- Skannibal Party 4 (2004, Mad Butcher)
- Final Sk8 At All Hazards vol. 2 (2004, Final)
- Ska Ska Skandal vol. 5 (2006, Pork Pie)
- Playlist, vol. 1 (2006, Filter)
- Matusalem ska sampler (2007)
- Kings of Prague vol.1 Queens included (2009)